# Santiago Spencer Wilde
Santiago Spencer Wilde (7 de marzo de 1773, Inglaterra - 16 de julio de 1854, Buenos Aires, Argentina) fue un inglés de origen irlandés que llegó a Buenos Aires a principios del siglo XIX y casó en segundas nupcias con una criolla. De ese matrimonio nacieron José Antonio y Diego William Wilde (padre del reconocido José Eduardo Wilde). Fue escritor, educador, periodista y funcionario, hombre de negocios y comediógrafo.
Fue también uno de los pioneros de la telegrafía en el país.
En 1815 propuso a la Junta de Observación de las Provincias Unidas del Río de la Plata el emplazamiento de telégrafos "del tipo inventado por sir Home Popham, en uso en la Marina británica". Se trataba de una variante del telégrafo óptico que el abate francés Claude Chappe implementó a partir de 1794.
Wilde pretendía unir Buenos Aires con el Congreso de Tucumán y con el Ejército de Los Andes pero no tuvo éxito entonces, ni al insistir en 1818, cuando en carta al Ministro de Guerra del 2 de septiembre afirmaba que "pudiera Buenos Aires decir, después de abrir una comunicación tan rápida con el lado occidental de los Andes 'ya no hay Cordillera'.", y en 1821. 
En 1817, obtuvo la ciudadanía argentina y desde ese año participó de El Buen Gusto del Teatro o Sociedad del Buen Gusto.
En el año 1818 dio a conocer dos piezas tituladas Las dos tocayas y La quincallería en el Teatro Argentino. También tradujo al español dos obras del dramaturgo inglés Richard Cumberland: The Jew (El Judío), de 1794 y The wheell of Fortune (La rueda de la Fortuna), de 1795. Ambas obras se representaron con poco éxito entre el público de Buenos Aires porque, según cronistas de la época, eran "demasiado sentimentales para nuestro público".
Desde 1821 hasta 1834 fue Contador de Cálculo de la Contaduría General de Gobierno. También en 1821, fue vocal de la Comisión de Hacienda y redactó su Memoria a la Comisión de Hacienda donde, entre otras mejoras y adelantos, proponía establecer líneas telegráficas entre la Capital y los puestos de frontera.
Fundó el periódico El Argos, que se publicó entre el 12 de mayo y el 24 de noviembre de 1821 (en 1822 se llamó "El Argos de Buenos Aires). En este periódico apareció por primera vez en el Río de la Plata una columna fija dedicada a la crítica teatral. Dicha columna, llamada Coliseo tendía a defender el gusto propio de los vecinos de la ciudad aficionados al teatro. En una de sus tantas apariciones, llegó a proponer que debía reducirse a dos actos cortos El criado de dos amos, que no era otra que Las trapacerías de Scapin de Molière, pues se aseguraba que era más un sainete que una comedia.
En 1822, formó parte de la Sociedad Literaria en la que presentó un inédito Ensayo sobre la Agricultura de la Provincia de Buenos Aires, por el que fue premiado.
El 24 de abril de 1823, Bernardino Rivadavia lo designó contador de la Caja de Ahorros.
En 1827, junto a otros ciudadanos ingleses radicados en el país, fundó el Parque Argentino donde se presentaron, entre otros, los primeros espectáculos circenses con artistas nativos, como los "Hermanos Podestá", y los circos extranjeros que llegaban al país.
Falleció en Buenos Aires en 1854.